# Dimetilfumarato
El dimetilfumarato es un éster del ácido fumárico.

## Reacciones
El dimetilfumarato es un éster y un compuesto electrófilo α,β-insaturado, con las reacciones características de estas sustancias. Es también un aceptor de electrones en la Reacción Diels-Alder común, donde la reactividad de su vínculo vinilidénico se ve reforzado por los dos grupos atrayentes. Debido a esta geometría, el producto Diels-Alder tiene una configuración trans.

## Usos
El dimetilfumarato es usado para tratar la psoriasis. Es un lipofílico, una molécula altamente móvil en los tejidos humanos. No obstante, como éster α,β-insaturado, el dimetilfumarato reacciona rápidamente con el agente desintoxicante glutatión por la Reacción de Michael. Cuando se administra oralmente, no transcurre mucho tiempo hasta que pasa a la sangre.
Otro uso del dimetilfumarato es su la inhibición del moho, esto es, como fungicida en el transporte marítimo y en el almacenamiento de mercancías.
Así mismo, es utilizado como medicina en el tratamiento de enfermedades dermatológicas como la psoriasis, y recientemente fue descubierta su aplicación para el tratamiento de la esclerosis múltiple, como fármaco de primera línea siendo aprobado por la FDA (Administración de Alimentos y Medicamentos de EE. UU., debido a su buen perfil de seguridad.

## Riesgos
El dimetilfumarato está reconocido como uno de los más potentes sensibilizadores cutáneos, produciendo eccemas extendidos, pronunciados y de difícil tratamiento. Concentraciones por debajo de 1ppm (parte por millón) podrían ya producir reacciones alérgicas.
El alto riesgo de sensibilización fue puesto de manifiesto por el caso de la "silla venenosa", cuando el fabricante chino Linkwise produjo sofás de dos plazas con pequeñas bolsas de dimetilfumarato en el interior de estos para evitar la presencia de mohos mientras eran almacenados o transportados. En Finlandia, donde las sillas se vendieron entre 2006 y 2007, diecisiete usuarios padecieron sarpullidos severos. La causa fue identificada por el doctor finlandés Tapio Rantanen, y su artículo original apareció en la edición de julio de la publicación británica sobre dermatología 'British Journal of Dermatology'. En el Reino Unido, ciertos sofás vendidos por las empresas Argos y Walmsley Furnishing contenían esta sustancia y causaron alrededor de cien casos. Argos retiró los sofás de las tiendas y se puso en contacto con los compradores para recoger los sofás ya vendidos. Land of Leather retiró los sofás sin informar a los compradores, y Walmsley dijo que retiró los saquitos con el producto de los sofás que habían vendido cuando el problema se detectó. El peligro llamó la atención del público cuando el programa de la BBC Watchdog alertó a los consumidores acerca de los sofás.
En España se han dado casos de fuertes reacciones alérgicas a la sustancia, presente también en calzado de importación.

## Nombres comerciales
Yardix 